# Moderne vijfkamp op de Olympische Zomerspelen 1924
De moderne vijfkamp is een van de sporten die beoefend werden tijdens de Olympische Zomerspelen 1924 in Parijs.

## Heren

### Individueel
| rang   | sporter           | land | Schieten | Zwemmen | Schermen | Paardensport | Atletiek | totaal |
| ------ | ----------------- | ---- | -------- | ------- | -------- | ------------ | -------- | ------ |
| Goud   | Bo Lindman        | SWE  | 9        | 1       | 3.0      | 4.0          | 1.0      | 18.0   |
| Zilver | Gustaf Dyrssen    | SWE  | 20       | 4       | 1.0      | 3.0          | 11.5     | 39.5   |
| Brons  | Bertil Uggla      | SWE  | 7        | 21      | 5.0      | 5.0          | 7.0      | 45.0   |
| 4      | Ivan Duranthon    | FRA  | 4        | 18      | 17.5     | 11.0         | 4.0      | 54.5   |
| 5      | Harry Avellan     | FIN  | 17       | 6       | 17.5     | 1.0          | 14.0     | 55.5   |
| 6      | Helge Jensen      | DEN  | 2        | 19      | 11.5     | 9.5          | 19.0     | 61.0   |
| 7      | George Vokins     | GBR  | 24       | 11      | 10.0     | 8.0          | 11.5     | 64.5   |
| 8      | Christiaan Tonnet | NED  | 22       | 12      | 13.5     | 16.0         | 2.0      | 65.5   |